# Filip Naudts
 (novembre 2020).

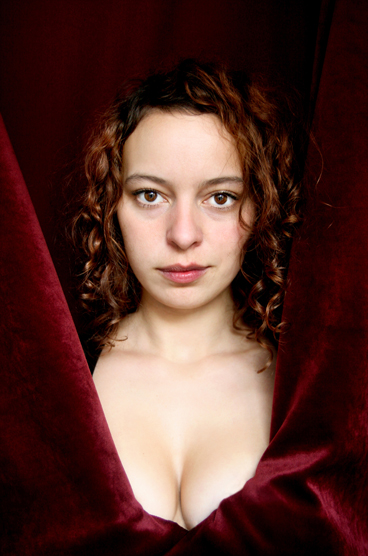
Marie Vinck.

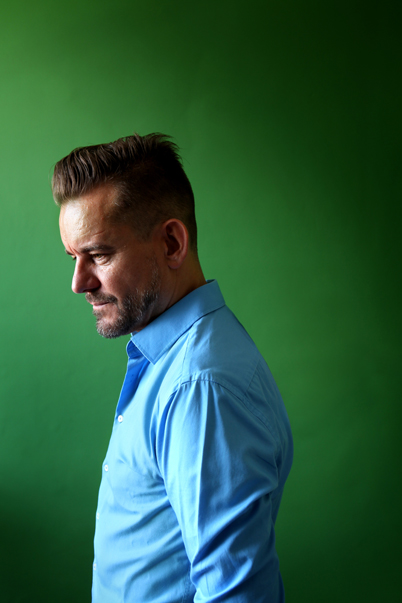
Bart Moeyaert.

Filip Naudts, né en 1968 à Gand, est un photographe belge qui vit à Lochristi. 
Il est fondateur du studio photographique Guarda La Fotografia (1993, Lochristi) et du B&B[Quoi ?] Studio Guarda La Fotografia (2014, Gand).

## Biographie
Filip Naudts est le fils d'un fleuriste de Lochristi.
Il travaille comme photographe de presse au début des années 1990, mais sa véritable carrière débute en 1992 comme photographe de plateau pour la chaîne publique flamande VRT (alors appelée BRTN). De 1993 à 2002, il travaille comme documentaliste photo au Musée de la photographie d'Anvers et de 2002 à 2006 comme critique photo pour le magazine néerlandais de photographie FOTO. Après cela, il commence sa carrière en tant que photographe indépendant. À partir de 2012, il écrit également pour Snoecks. Naudts est surtout connu comme photographe de portrait pour divers magazines flamands.
En 2014 il met aux enchères des photographies pour soutenir la recherche scientifique sur la sclérose latérale amyotrophique.
En 2019, le vice-premier ministre Alexander De Croo visite l'exposition Filip Naudts.[pertinence contestée]

## Publication
- Auromatic, 2000, 112 p. (ISBN 90-76001-25-1)
- Guarda La Fotografia, 2013, 192 p. (ISBN 978-9058564498)[5].
- Paparazzo, 2015, 48 p. (ISBN 978-90-5856-535-8)
- The Picture of Dorya Glenn, 2017, 160 p. (ISBN 978-90-5856-577-8)